# Матијас Монженаст
Матијас Монженаст (фр. Mathias Mongenast; Дикирх, 12. јул 1843 — Луксембург, 10. јануар 1926) је био луксембуршки политичар. Био је девети премијер Луксембурга а на овом положају је провео 25 дана од 12. октобра 1915. до 6. новембра 1915.